# Conjunta (Sobremunt)
Conjunta és una masia de Sobremunt (Lluçanès) inclosa a l'Inventari del Patrimoni Arquitectònic de Catalunya.

## Descripció
Edifici civil situat al cantó solegi de la serra de Sobremunt. Casa orientada a l'est i amb teulada de dues vessants. Està feta de pedra i formada per tres cossos. Al central i més antic, s' hi troba un portal adovellat; a l'entrada principal de la masia. El cantó dret, construït al 1920, és el pis del propietari, actualment abandonat. A l'any 1935, es construeix pel cantó est, una gran cabana feta de pedra.
Casa dedicada a l'agricultura i ramaderia, nodrint -se de tres grans basses, pou i font.

## Història
La història de Conjunta és relativament moderna, i sols la trobem citada a finals de segle xix si bé per les característiques de la construcció és pròpia del segle xviii.